# Kazuki Tomono
Kazuki Tomono (友野一希 Tomono Kazuki?) (Sakai, Japón; 15 de mayo de 1998), es un patinador artístico sobre hielo japonés. Medallista de plata del Campeonato Júnior de Japón 2015-2016 y ganador de la medalla de plata del Coupe du Printemps de 2018.

## Carrera

### Trayectoria

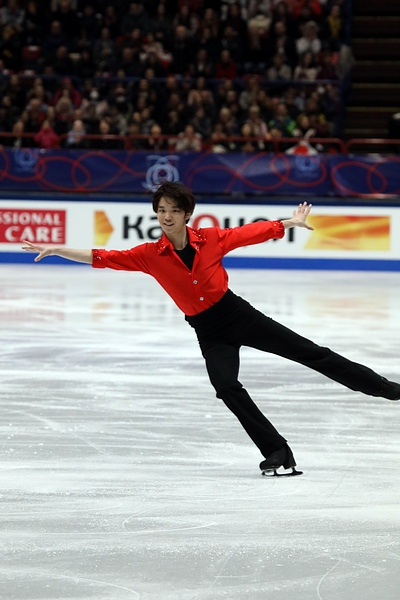
Tomono en el Campeonato Mundial de 2018.

Comenzó a patinar en el año 2006. Debutó en la serie del Grand Prix Júnior de 2015, donde se ubicó en el lugar 13 en la prueba de Letonia. Ganó la medalla de plata del Campeonato de Japón de 2015-2016 en nivel júnior y fue seleccionado para competir en el Campeonato Mundial Júnior de 2016, finalizó en el lugar 15. Se ubicó en el cuarto lugar de la prueba de Grand Prix Júnior en Japón y ganó la medalla de bronce en la prueba de Eslovenia. Ganó el título del Campeonato Nacional Júnior en noviembre de 2016 y se ubicó en el quinto lugar en el Campeonato de Japón en nivel sénior. Sus resultados lo clasificaron al Campeonato Mundial Júnior en Taiwán, donde obtuvo el noveno lugar.
Tomono obtuvo el quinto puesto en el U.S. Classic de 2017 y reemplazó a Daisuke Murakami en el Trofeo NHK de 2017, donde finalizó en séptimo lugar. Fue elegido para competir en el Campeonato Mundial de 2018, donde se ubicó en el lugar 11 con su programa corto y tercero en el libre, finalizó en quinto lugar con nuevas marcas personales. Fue asignado al Skate Canada y la Copa Rostelecom de la serie del Grand Prix 2018-2019 y al Trofeo de Lombardia de la Challenger Series de la ISU. Es parte del equipo nacional japonés para competir en el Campeonato de los Cuatro Continentes de 2019.

### Programas
|           | Programa corto                                                    | Programa libre                          | Exhibición       |
| --------- | ----------------------------------------------------------------- | --------------------------------------- | ---------------- |
| 2018-2019 | Cinema Paradiso de Ennio Morricone(Coreografía de Misha Ge)       | TBA                                     | Daft Punk medley |
| 2017-2018 | Zigeunerweisen de Pablo de Sarasate                               | West Side Story de Leonard Bernstein    |                  |
| 2016–2017 | Sinfonía No. 5 de Ludwig van Beethoven The Fifth de David Garrett | An American in Paris de George Gershwin |                  |
| 2015–2016 | Japanese Doll de Mizuo Osawa Genkon de Kaoru Wada                 | Devdas de Shawkat Muthu de A.R. Rahman  |                  |

### Resultados detallados
- Las mejores marcas personales aparecen en negrita

| Temporada 2018-2019         | Temporada 2018-2019                       | Temporada 2018-2019 | Temporada 2018-2019 | Temporada 2018-2019 |
| Fecha                       | Evento                                    | Programa corto      | Programa libre      | Total               |
| --------------------------- | ----------------------------------------- | ------------------- | ------------------- | ------------------- |
| 7–10 de febrero de 2019     | Campeonato de los Cuatro Continentes 2019 |                     |                     |                     |
| 20–24 de diciembre de 2018  | Campeonato de Japón 2018-2019             | 7 73.09             | 3 154.37            | 4 227.46            |
| 16–18 de noviembre de 2018  | Copa Rostelecom 2018                      | 3 82.26             | 4 156.47            | 3 238.73            |
| 26–28 de octubre de 2018    | Skate Canada International 2018           | 8 81.63             | 10 139.20           | 9 220.83            |
| 12–16 de septiembre de 2018 | CS Trofeo de Lombardia 2018               | 5 75.47             | 5 141.27            | 5 216.74            |

| Temporada 2017–2018         | Temporada 2017–2018                 | Temporada 2017–2018 | Temporada 2017–2018 | Temporada 2017–2018 |
| Fecha                       | Evento                              | Programa corto      | Programa libre      | Total               |
| --------------------------- | ----------------------------------- | ------------------- | ------------------- | ------------------- |
| 19-25 de marzo de 2018      | Campeonato Mundial de Patinaje 2018 | 11 82.61            | 3 173.50            | 5 256.11            |
| 16-18 de marzo de 2018      | Coupe du Printemps 2018             | 3 74.11             | 1 153.73            | 2 227.84            |
| 20–24 de diciembre de 2017  | Campeonato de Japón de 2017-2018    | 5 78.16             | 5 153.05            | 4 231.21            |
| 10-12 de noviembre de 2017  | Trofeo NHK 2017                     | 6 79.88             | 7 152.05            | 7 231.93            |
| 13-17 de septiembre de 2017 | U.S. Classic de 2017                | 8 69.88             | 5 155.42            | 5 225.30            |